# 中国铁路C1系列敞车
C1系列敞车是一款已经退役的中国铁路敞车，车体大量地使用木质挡板。

## 历史
20世纪五六十年代，中国先后设计了载重30吨的C1型敞车和载重为40吨的C6型敞车，投入运用后均发现强度不足，该两种车型生产数量也不多。
除此之外还有在C1型敞车的基础上研制出来的C1B型敞车。